# Bert Patenaude
Bertrand "Bert" Arthur Patenaude, född den 4 november 1909 och död den 4 november 1974, var en amerikansk fotbollsspelare. Han är mest känd för att vara den förste spelaren som gjort ett hattrick i VM i fotboll.

## Klubbkarriär
Patenaude debuterade i den amerikanska proffsligan American Soccer League (ASL) redan 1928 som nittonåring för Philadelphia Field Club. Han bytte första säsongen klubb två gånger och hamnade till slut i Fall River Marksmen i hans hemstad Fall River i Massachusetts. 1930 bytte han klubb till Newark Americans, men han flyttade redan samma säsong tillbaka till Fall River. Året därpå slogs Fall River Marksmen samman med New York Soccer Club och bildade då New York Yankees där han spelade våren 1931 innan han gick vidare till New York Giants.
Under hösten 1931 började organisationen kring ASL att falla samman och resultaten från den tiden är idag borta, men Patenaude skall ha flyttat till Philadelphia och Philadelphia German-Americans 1933. 1934 flyttade han sedan till St. Louis och St. Louis Central Breweries FC. Där blev han kvar i två år innan han avslutade karriären med en säsong i Philadelphia Passon.

## Landslagskarriär
Patenaude blev 1930 uttagen till USA:s VM-trupp till det första världsmästerskapet i fotboll 1930 i Uruguay. Han spelade i båda gruppspelsmatcherna mot Belgien och Paraguay och han gjorde ett mål i den första matchen mot Belgien och tre i matchen mot Paraguay. USA van därmed gruppen och gick till semifinal där de förlorade med 6-1 mot Argentina. Efter VM spelade Patenaude ytterligare en vänskapsmatch mot Brasilien och han spelade sedan aldrig mer i landslaget.
I den andra matchen i VM mot Paraguay blev Patenaude historisk då han som förste spelare i VM-historien satte ett hattrick, alltså tre mål i samma match. Det här rekordet är dock omtvistat då det andra målet tidigare officiellt av Fifa räknats som ett mål av Patenaudes kollega Tom Florie. Fifa meddelade 2006 att det inte var Florie som hade gjort det andra målet utan att det var Patenaude som hade gjort det och som därmed hade gjort det första hattricket i VM:s historia. Innan de ändrade sig 2006 räknades det första hattricket som Guillermo Stábiles tre mål i Argentinas match mot Mexiko två dagar senare. Den oberoende fotbollsstatistikorganisationen RSSSF räknade dessutom målet som ett självmål av Paraguays Aurelio González.